# Castel Montani di Sopra
Castel Montani di Sopra (in tedesco Burg Obermontani) è uno dei due castelli omonimi (l'altro è il castel Montani di Sotto) che si ergono all'ingresso della val Martello sopra la frazione di Morter nel comune di Laces.

## Storia
Il castello fu costruito intorno al 1228 dal Conte Alberto III di Tirolo su un territorio appartenente però al vescovo di Coira. Questo provocò degli attriti tra la diocesi di Coira e i Conti di Tirolo che alla fine dovettero riconoscere la supremazia ecclesiastica sul maniero.
Nel 1299 il castello entro a far parte delle proprietà dei Montani che gli diedero il nome. Quando nel 1614 la famiglia si estinse, passò ai von Mohr. Nel 1833 anche questi ultimi si estinsero e il castello rimase vuoto e inutilizzato finché nel 1839 fu venduto a un contadino. Questi vendette via via tutti beni del castello e lasciò cadere in rovina gli edifici.
Nell'archivio del castello fu ritrovato uno dei manoscritti originali della Canzone dei Nibelunghi, ora conservato a Berlino.
Nel XX secolo fu usato sporadicamente anche per la falconeria.
In seguito, nel 1937, passò allo Stato Italiano e quindi dal 2009 alla Provincia Autonoma di Bolzano.
Nel 2014 la provincia di Bolzano ha deciso di dare in concessione il castello per 30 anni a un imprenditore locale che in cambio lo restaurerà e lo renderà fruibile al pubblico.

## Caratteristiche
Il castello, di forma vagamente rettangolare, è circondato da mura con merli a coda di rondine. All'interno sono presenti un palazzo verso valle e una torre verso monte che contenevano le stanze. A causa dei danni del tempo, alcune struttura sono pericolanti e quindi il castello non è accessibile.